# Альдо Мальдера
Альдо Мальдера (італ. Aldo Maldera, * 6 жовтня 1953, Мілан - † 1 серпня 2012, Рим) — колишній італійський футболіст, захисник, півзахисник.
Насамперед відомий виступами за клуб «Мілан», а також національну збірну Італії.
Дворазовий чемпіон Італії. Дворазовий володар Кубка Італії. Володар Кубка Мітропи. 

## Клубна кар'єра
Вихованець футбольної школи клубу «Мілан». Дорослу футбольну кар'єру розпочав 1971 року в основній команді того ж клубу, в якій провів один сезон, взявши участь лише в 1 матчі чемпіонату. 
Протягом листопада 1972 року захищав кольори команди клубу «Болонья», де провів три матчі, після чого повернувся до «Мілана». Відіграв за «россонері» наступні дев'ять сезонів своєї ігрової кар'єри. Більшість часу, проведеного у складі «Мілана», був основним гравцем команди. За цей час виборов титул чемпіона Італії, ставав володарем Кубка Італії, володарем Кубка Мітропи.
Протягом 1982—1985 років захищав кольори команди клубу «Рома». За цей час додав до переліку своїх трофеїв ще один титул чемпіона Італії, знову ставав володарем Кубка Італії.
Завершив професійну ігрову кар'єру у клубі «Фіорентина», за команду якого виступав протягом 1985—1987 років.

## Виступи за збірну
1976 року дебютував в офіційних матчах у складі національної збірної Італії. Протягом кар'єри у національній команді, яка тривала 5 років, провів у формі головної команди країни лише 10 матчів. У складі збірної був учасником чемпіонату світу 1978 року в Аргентині, чемпіонату Європи 1980 року в Італії.

## Статистика виступів

### Статистика клубних виступів
| Сезон               | Команда             | Чемпіонат           | Чемпіонат | Чемпіонат | Національний кубок | Національний кубок | Національний кубок | Континентальні кубки | Континентальні кубки | Континентальні кубки | Інші змагання | Інші змагання | Інші змагання | Усього | Усього |
| Сезон               | Команда             | Ліга                | Ігор      | Голів     | Ліга               | Ігор               | Голів              | Ліга                 | Ігор                 | Голів                | Ліга          | Ігор          | Голів         | Ігор   | Голів  |
| ------------------- | ------------------- | ------------------- | --------- | --------- | ------------------ | ------------------ | ------------------ | -------------------- | -------------------- | -------------------- | ------------- | ------------- | ------------- | ------ | ------ |
| 1971–72             | «Мілан»             | A                   | 1         | -         | КІ                 | 1                  | -                  | КУЄФА                | 3                    | -                    | -             | -             | -             | 5      | -      |
| 1972–73             | «Мілан»             | A                   | -         | -         | КІ                 | -                  | -                  | КВК                  | -                    | -                    | -             | -             | -             | -      | -      |
| лист. 1972          | «Болонья»           | A                   | 3         | -         | КІ                 | ?                  | ?                  | КМ                   | ?                    | ?                    | -             | -             | -             | ?      | ?      |
| 1973–74             | «Мілан»             | A                   | 18        | 1         | КІ                 | 4                  | -                  | КВК                  | 5                    | -                    | СК            | 2             | -             | 29     | 1      |
| 1974–75             | «Мілан»             | A                   | 13        | -         | КІ                 | 11                 | -                  | -                    | -                    | -                    | -             | -             | -             | 24     | -      |
| 1975–76             | «Мілан»             | A                   | 27        | 1         | КІ                 | 6                  | 1                  | КУЄФА                | 8                    | 1                    | -             | -             | -             | 41     | 3      |
| 1976–77             | «Мілан»             | A                   | 29        | 2         | КІ                 | 9                  | 2                  | КУЄФА                | 5                    | -                    | -             | -             | -             | 43     | 4      |
| 1977–78             | «Мілан»             | A                   | 28        | 8         | КІ                 | -                  | -                  | КВК                  | 2                    | -                    | -             | -             | -             | 30     | 8      |
| 1978–79             | «Мілан»             | A                   | 30        | 9         | КІ                 | 4                  | 3                  | КУЄФА                | 6                    | 1                    | -             | -             | -             | 40     | 13     |
| 1979–80             | «Мілан»             | A                   | 28        | 4         | КІ                 | 5                  | 1                  | КЧ                   | 2                    | -                    | -             | -             | -             | 35     | 5      |
| 1980–81             | «Мілан»             | B                   | 27        | 3         | КІ                 | 4                  | -                  | -                    | -                    | -                    | -             | -             | -             | 31     | 3      |
| 1981–82             | «Мілан»             | A                   | 27        | 2         | КІ                 | 4                  | -                  | КМ                   | 4                    | -                    | -             | -             | -             | 35     | 2      |
| Усього «Мілан»      | Усього «Мілан»      | Усього «Мілан»      | 228       | 30        |                    | 48                 | 7                  |                      | 35                   | 2                    |               | 2             | -             | 313    | 39     |
| 1982–83             | «Рома»              | A                   | 26        | 1         | КІ                 | 7                  | -                  | КУЄФА                | 8                    | 2                    | -             | -             | -             | 41     | 3      |
| 1983–84             | «Рома»              | A                   | 25        | 5         | КІ                 | ?                  | 1                  | КЧ                   | 7                    | -                    | -             | -             | -             | ?      | 6      |
| 1984–85             | «Рома»              | A                   | 22        | -         | КІ                 | ?                  | -                  | КВК                  | ?                    | -                    | -             | -             | -             | ?      | -      |
| Усього «Рома»       | Усього «Рома»       | Усього «Рома»       | 73        | 6         |                    | ?                  | 1                  |                      | ?                    | 2                    |               | -             | -             | ?      | 9      |
| 1985–86             | «Фіорентина»        | A                   | 3         | -         | КІ                 | 9                  | 1                  | -                    | -                    | -                    | -             | -             | -             | 12     | 1      |
| 1986–87             | «Фіорентина»        | A                   | 15        | -         | КІ                 | 4                  | -                  | КУЄФА                | 1                    | -                    | -             | -             | -             | 20     | 1      |
| Усього «Фіорентина» | Усього «Фіорентина» | Усього «Фіорентина» | 18        | -         |                    | 13                 | 1                  |                      | 1                    | -                    |               | -             | -             | 32     | 1      |
| Усього              | Усього              | Усього              | 237       | 36        |                    | ?                  | ?                  |                      | ?                    | ?                    |               | 2             | -             | ?      | ?      |

## Титули і досягнення
- Чемпіон Італії (2):

«Мілан»: 1978–79
«Рома»: 1982–83
- Володар Кубка Італії (2):

«Мілан»: 1976–77
«Рома»: 1983–84
- Володар Кубка Мітропи (1):

«Мілан»: 1981–82